# Archamia zosterophora
Archamia zosterophora és una espècie de peix pertanyent a la família dels apogònids.

## Descripció
- Pot arribar a fer 8 cm de llargària màxima (normalment, en fa 6,1).
- 7 espines i 9 radis tous a l'aleta dorsal i 2 espines i 14-16 radis tous a l'anal.[6][7][8]

## Hàbitat
És un peix marí, associat als esculls i de clima tropical (30°N-23°S) que viu entre 1 i 40 m de fondària. Forma agregacions denses per damunt o entre les branques de Porites cylindrica i d'altres coralls ramificats (com ara, Acropora) de llacunes i badies costaneres protegides.

## Distribució geogràfica
Es troba al Pacífic occidental: des d'Indonèsia fins a Vanuatu, les illes Ryukyu i Austràlia.

## Observacions
És inofensiu per als humans i de costums nocturns.